# Zarządzanie partycypacyjne
Zarządzanie partycypacyjne, także zarządzanie uczestniczące, zarządzanie oparte na zaangażowaniu pracowników lub partycypacyjne podejmowanie decyzji – jedna z teorii zarządzania, polegająca na zachęcaniu pracowników z wszystkich poziomów organizacji do uczestnictwa w zarządzaniu organizacją.

## Formy zarządzania partycypacyjnego
Pracownicy są zapraszani do udziału w procesie podejmowania decyzji organizacji poprzez uczestnictwo w takich czynnościach, jak ustalanie celów organizacji, decydowanie o planie działania, dzielenie się własnymi sugestiami na temat funkcjonowania organizacji. Inne formy zarządzania partycypacyjnego zawierają w sobie zwiększanie odpowiedzialności pracowników (wzbogacanie pracy), budowania samozarządzających się grup projektowych, koła jakości oraz stowarzyszenia zajmujące się standardem życia i równowagą między pracą a życiem prywatnym. Zarządzanie partycypacyjne zawiera w sobie więcej niż tylko udział pracowników w podejmowaniu decyzji. Chodzi w nim także o szacunek menedżerów wobec pomysłów i sugestii pracowników.
Najbardziej zaawansowaną formą implementacji zarządzania partycypacyjnego jest wprowadzenie własności pracowniczej przedsiębiorstwa.

## Procesy w zarządzaniu partycypacyjnym
Istnieją cztery podstawowe procesy, które wpływają na zarządzanie partycypacyjne. Są skierowane w szczególności do najniższych strukturalnie poziomów organizacji dzięki czemu budują zaangażowanie pracowników. Im bardziej rozwinięte są te procesy, tym wyższy jest stopień zaangażowania pracowników. Są to:
- dzielenie się informacją, które wiąże się z dzieleniem się z pracownikami wiedzą na temat ekonomicznej sytuacji organizacji,
- szkolenia, mające na celu podnoszenie poziomu kwalifikacji pracowników oraz oferowanie możliwości do zastosowania nowo nabytej wiedzy dla podejmowania bardziej efektywnych decyzji ujmujących organizację jako całość i korzystne dla niej,
- podejmowanie decyzji przez pracowników, co może przybierać różne formy – od ustalania grafiku do decyzji budżetowych,
- nagradzanie, zgodne z sugestiami i pomysłami jak również wydajnością pracy.

## Korzyści wynikające z zarządzania partycypacyjnego
Partycypacyjny styl zarządzania, poprzez kreowanie poczucia własności organizacji wśród pracowników buduje poczucie dumy i motywuje pracowników do zwiększenia produktywności w celu osiągnięcia założonych celów. Pracownicy biorący udział w podejmowaniu decyzji czują się jak drużyna mająca wspólny cel, budują poczucie własnej wartości  oraz stają się bardziej kreatywni. Przykładem może być zespół pracowników organizacji Semco albo Suma Wholefoods.
Menadżerowie aplikujący styl partycypacyjny odkrywają, że pracownicy są o wiele bardziej gotowi na wprowadzanie zmian niż w sytuacji, gdy nie mają oni prawa głosu. Zmiany są implementowane w bardziej efektywny sposób, gdy pracownicy mają w nich swój wkład I mogą wpływać na podejmowane decyzje. Partycypacja, uczestnictwo w zarządzaniu, sprawia, że pracownicy są odpowiednio poinformowani o pojawiających się sytuacjach, zatem są także świadomi potencjalnych zmian. Dzięki temu organizacja może zachowywać się pro-aktywnie w budowaniu strategii a menadżerowie mogą szybko identyfikować potencjalne zagrożenia i zachęcać pracowników do sugerowania i implementowania rozwiązań.
Partycypacja pomaga pracownikom w budowaniu szeroko zakrojonego obrazu organizacji. Poprzez treningi, możliwości rozwoju, dzielenie się wiedzą pracownicy mogą zdobyć kompetencje potrzebne na kierowniczych stanowiskach. Ponadto partycypacja zwiększa zaangażowanie pracowników w działanie organizacji.
Kreatywność i innowacja są dwiema istotnymi pochodnymi zarządzania partycypacyjnego. W momencie gdy różne zespoły pracowników są zachęcane do udziału w podejmowaniu decyzji, organizacja czerpie korzyści z efektu synergii będącej skutkiem szerszego zakresu opcji do wyboru. Gdy wszyscy pracownicy, nie tylko menadżerowie, mają możliwość uczestnictwa w zarządzaniu, zwiększa się szansa na powstanie jedynego w swoim rodzaju, wartościowego pomysłu.

## Wymagania, jakie stawia zarządzanie partycypacyjne
Częstym błędem w rozumieniu i stosowaniu zarządzania partycypacyjnego jest proszenie pracowników o uczestnictwo i sugestie. Efektywny program działania w duchu partycypacji to coś więcej niż skrzynka na pomysły. Aby w pełni zastosować w pracy ten rodzaj zarządzania należy spełnić kilka ważnych wymagań. Po pierwsze, menadżerowie muszą zgodzić się oddać pracownikom część kontroli nad ich pracą. Aby to uczynić, menadżerowie muszą czuć bezpieczeństwo swojej pozycji. Często nie zdają sobie sprawy, że zyskają większy szacunek w oczach pracowników aplikując partycypacyjny styl zarządzania.
Sukces zarządzania partycypacyjnego jest zależny od starannego zaplanowania procesu przemiany oraz powolnym wprowadzaniu zmian. Zmiana postaw pracowników w stosunku do kierownictwa wymaga czasu, jak każda zmiana w kulturze organizacji. Aby partycypacja mogła być efektywna i zachęcić pracowników do współpracy, kierownictwo musi być uważne i szczere podczas implementacji programu zmian.  Wielu pracowników będzie potrzebować ciągłego dostarczania dowodów na to, że ich pomysły są rozważane z powagą. Pracownicy muszą być gotowi zaufać swoim menadżerom oraz czuć się szanowanymi.
Ponadto sukces zarządzania partycypacyjnego wymaga, by menadżerowie byli otwarci na propozycje wysuwane przez pracowników. Muszą być otwarci na nowe pomysły i alternatywy.  Ważne, by pamiętać, że choć nie każdy pomysł wart jest implementacji, kluczowe znaczenie ma w jaki sposób menadżerowie reagują na zgłaszane propozycje.
Poza tym pracownicy muszą być zainteresowani partycypacją i dzieleniem się pomysłami. W zarządzaniu partycypacyjnym potrzebni są aktywni i zaangażowani pracownicy. Często zdarza się, że pracownicy nie posiadają odpowiednich umiejętności lub informacji potrzebnych do podejmowania dobrych decyzji lub wysuwania sugestii. Ważne, by zapewnić pracownikom potrzebne informacje lub szkolenia, by byli w stanie podejmować rozważne wybory. Pracownicy powinni być zachęcani do partycypacji po to, by przyzwyczaić się do podejścia partycypacyjnego. Jedną z dróg zwiększania zaangażowania pracowników jest poznanie i koncentracja na ich silnych stronach. Poprzez kierowanie pracowników w kierunku dziedzin w których są kompetentni menadżer może pomóc im w osiągnięciu sukcesu. Menadżerowie powinni także zapewnić pracownikom kryteria pomiaru wyników skuteczności ich działań. Pomoże to odrzucać nierealne, niepraktyczne pomysły. Ponadto pracownicy powinni mieć możliwość rozważania alternatywnych rozwiązań, do których dochodzi się w toku pracy.
Kolejnym ważnym aspektem jest widoczna integracja pomysłów pracowniczych w podejmowanie ostatecznych decyzji. Pracownicy muszą mieć przekonanie, że mają swój wkład w podjęte decyzje. Oferowanie pracownikom wyboru jest ważne, gdyż zwiększa ich zaangażowanie, motywację, satysfakcję z pracy. Czasami prezentacja kilku alternatyw I pozwolenie pracownikom na wybór jednej z nich sprawia, że wybrana alternatywa jest traktowana jak własny pomysł. Można także zachęcać pracowników do modyfikowania pomysłów. Jeśli często ma miejsce sytuacja odrzucania pomysłów pracowniczych, pracownicy przestają ufać swoim przełożonym.  Kluczowe jest  budowanie pewności siebie wśród pracowników dzięki której ich pomysły staną się bardziej kreatywne.